# Еклесий Равенски
Еклесий Равенски (на латински: Ecclesius) е византийски духовник, епископ на Равена в периода 521 – 532 г. Почита се като светец от Римокатолическата църква на 27 юли.
Еклесий е епископ на Равена от 521 г. до своята смърт. През времето на неговото епископство Равена е владение на Византийската империя. Еклесий започва строителството на голямата равенска базилика „Сан Витале“, украсена с пищни византийски мозайки, запазени и до днес.